# エルダークラブ
エルダークラブとは、2006年1月から2009年3月まで行われたコンサートや番組出演時における研修生を除くハロー!プロジェクトのグループやソロメンバーの組み分け組織の一つである。対照組織はワンダフルハーツ。
主に成年メンバーで構成されている。

## 概要
ハロー!プロジェクトのコンサートツアーにはかつてハロー!プロジェクトのメンバー全員が集結していたが、メンバーが増幅しすぎたため、ホールクラスの会場における全員の共演は不可能な状態となった。2006年1月以降、全体が一堂に会して開催するものを横浜アリーナで行われるツアー最後の1会場のみとし、それ以外ではこの組み分けで2つに分けて行ってきた。但し、同年7月のハロー!プロジェクトのコンサートではワンダフルハーツのみがコンサートツアーを行っており、エルダークラブのものは実施されなかった。また、2007年7月のハロー!プロジェクトのコンサートでは主にワンダフルハーツがコンサートツアーを行ったが、こちらはエルダークラブからアヤカ（ココナッツ娘。）・メロン記念日・音楽ガッタスが出演している。さらに2008年7月 - 8月のハロー!プロジェクトのコンサートでもワンダフルハーツのみがコンサートツアーを行っており、エルダークラブのものは実施されなかった。
2009年3月31日にエルダークラブ全員（岡田唯は同年2月）がハロー!プロジェクトを卒業したため、ハロー!プロジェクトの公式サイトからもワンダフルハーツとエルダークラブの名称はなくなった。なお、卒業後もアップフロントグループに所属して個々の活動を行っている。また、音楽ガッタスとしても活動している仙石みなみ（アップアップガールズ（仮））、能登有沙（StylipS）は引き続きハロー!プロジェクトに所属していたが、2011年現在両名は所属していない。

## 構成
2009年3月時点でエルダークラブに所属していたとされるのは、
- 中澤裕子
- 飯田圭織
- 安倍なつみ
- 保田圭
- 矢口真里
- 石川梨華
- 吉澤ひとみ
- 辻希美
- 紺野あさ美
- 小川麻琴
- 藤本美貴
- 稲葉貴子
- 里田まい（カントリー娘。）
- メロン記念日
- 前田有紀
- 松浦亜弥
- 三好絵梨香
- 岡田唯
- 音楽ガッタス

だった。
2007年6月にハロー!プロジェクトの公式サイトがリニューアルされた際に、ハロー!プロジェクトに所属するそれぞれのグループやソロメンバーのプロフィールがエルダークラブとワンダフルハーツに分けて掲載される様になった。

### ワンダフルハーツからエルダークラブへの移籍
以下のメンバーは、モーニング娘。在籍中、ワンダフルハーツのメンバーであった。
- 紺野あさ美（- 2006年7月）
- 小川麻琴（- 2006年8月）
- 吉澤ひとみ（- 2007年5月）
- 藤本美貴（- 2007年6月）

石川梨華・三好絵梨香・岡田唯は美勇伝として2007年12月までワンダフルハーツのメンバーだった（美勇伝は2008年1月からエルダークラブ所属となったが、同年6月に活動終了し、各メンバー個人がエルダークラブ所属となった）。
辻希美は2007年5月までワンダフルハーツのメンバーであった。

### 過去に活動していたメンバー
- 元カントリー娘｡（- 2007年1月）
  - あさみ
  - みうな
- 後藤真希（- 2007年10月）
- アヤカ（ココナッツ娘。）（- 2008年4月）

## テレビ出演
明確な公式発表はないものの、ハロー!プロジェクトのメンバーが中心になって構成されている番組については、2006年以降この組み分けに基づいて概ね出演する番組が分けられていた。
- ハロー!モーニング。（2000年4月〜2007年4月）
  - 2007年1月14日に放送された「ハロー!プロジェクトのコンサートの舞台裏」では当時エルダークラブ・ワンダフルハーツ共にほぼ同じ日程でコンサートツアーを行っていたにも拘らず、ワンダフルハーツのコンサートの舞台裏だけが放送されるなど、基本的にワンダフルハーツのメンバーだけが出演する構成になっており、エルダークラブのメンバーが出演するのは新曲発表やそれに絡む企画などに限られていた。
- ハロモニ@（2007年4月〜2008年9月）
  - この番組に出演していたのは基本的にワンダフルハーツのモーニング娘。のみである。同グループ在籍時の吉澤ひとみ及び藤本美貴の他、結婚・出産前の辻希美も出演していた。
- テレビ東京系深夜・ミニ帯番組シリーズ
  - 娘DOKYU!（2005年4月〜2006年9月）では、最終期の構成がドラマ「絵流田4丁目の人々」と追跡ドキュメント「娘DOKYU! EXTRA」となっており、エルダークラブのグループとメンバーは前者のみに出演していた。

## コンサート・イベント
- Hello! Project 2006 Winter 〜エルダークラブ〜（2006年1月2日〜22日 3都市14公演）
- Hello! Project 2006 Winter 〜全員集GO!〜（1月28日・29日 1都市3公演）
- Hello! Project 2007 Winter 〜エルダークラブ The Celebration〜（2007年1月5日〜20日 3都市11公演）
- Hello! Project 2007 Winter 〜集結! 10th Anniversary〜（1月27日・28日 1都市3公演）
- Hello! Project 2007 Summer 10th アニバーサリー大感謝祭〜ハロ☆プロ夏祭り〜（2007年7月15日〜29日 3都市11公演）
  - メロン記念日、さいたまスーパーアリーナスペシャルゲスト（中澤裕子、飯田圭織、安倍なつみ、保田圭、後藤真希、吉澤ひとみ、紺野あさ美、アヤカ（ココナッツ娘。）、里田まい（カントリー娘。））が出演。
- Hello! Project 2008 Winter 〜かしまし エルダークラブ〜（2008年1月5日〜19日 3都市9公演）
- Hello! Project 2008 Winter 〜決定! ハロ☆プロ アワード'08〜（1月26日・27日 1都市3公演）
- Hello! Project 2009 Winter エルダークラブ公演 〜Thank you for your LOVE!〜（2009年1月10日〜24日 3都市9公演）
- Hello! Project 2009 Winter 決定! ハロ☆プロ アワード'09 〜エルダークラブ卒業記念スペシャル〜（1月31日・2月1日 1都市3公演）

## DVD
- Hello! Project 2006 Winter 〜エルダークラブ〜

DVDマガジン
- Hello! Project DVD Magazine Vol.5 エルダークラブ（HE-09）
- Hello! Project DVD Magazine Vol.9 エルダークラブ
- Hello! Project DVD Magazine Vol.13 エルダークラブ
- Hello! Project DVD Magazine vol.17 エルダークラブ